# Kanada-rend
A Kanada-rend (angolul: Order of Canada, franciául: Ordre du Canada) egy kanadai kitüntetés, mely Kanada második legmagasabb elismerése az Order of Merit után, amely utóbbinak adományozása közvetlenül az uralkodó hatáskörébe tartozik.
A három fokozatú (Companion, Officer, Member) rendet Kanada szövetségi állam létrehozásának centenáriumára alapították 1967-ben, kanadai és külföldi személyek kiemelkedő teljesítményeinek elismerése céljából. A kitüntetés jelmondata: desiderantes meliorem patriam (latin nyelven: „egy jobb országot kívánnak”). A rendjel fő motívumai a Kanadát jelképező juharlevél, és az ország alkotmányos monarchia államformájára utaló uralkodói ékszer, Szent Eduárd koronája.

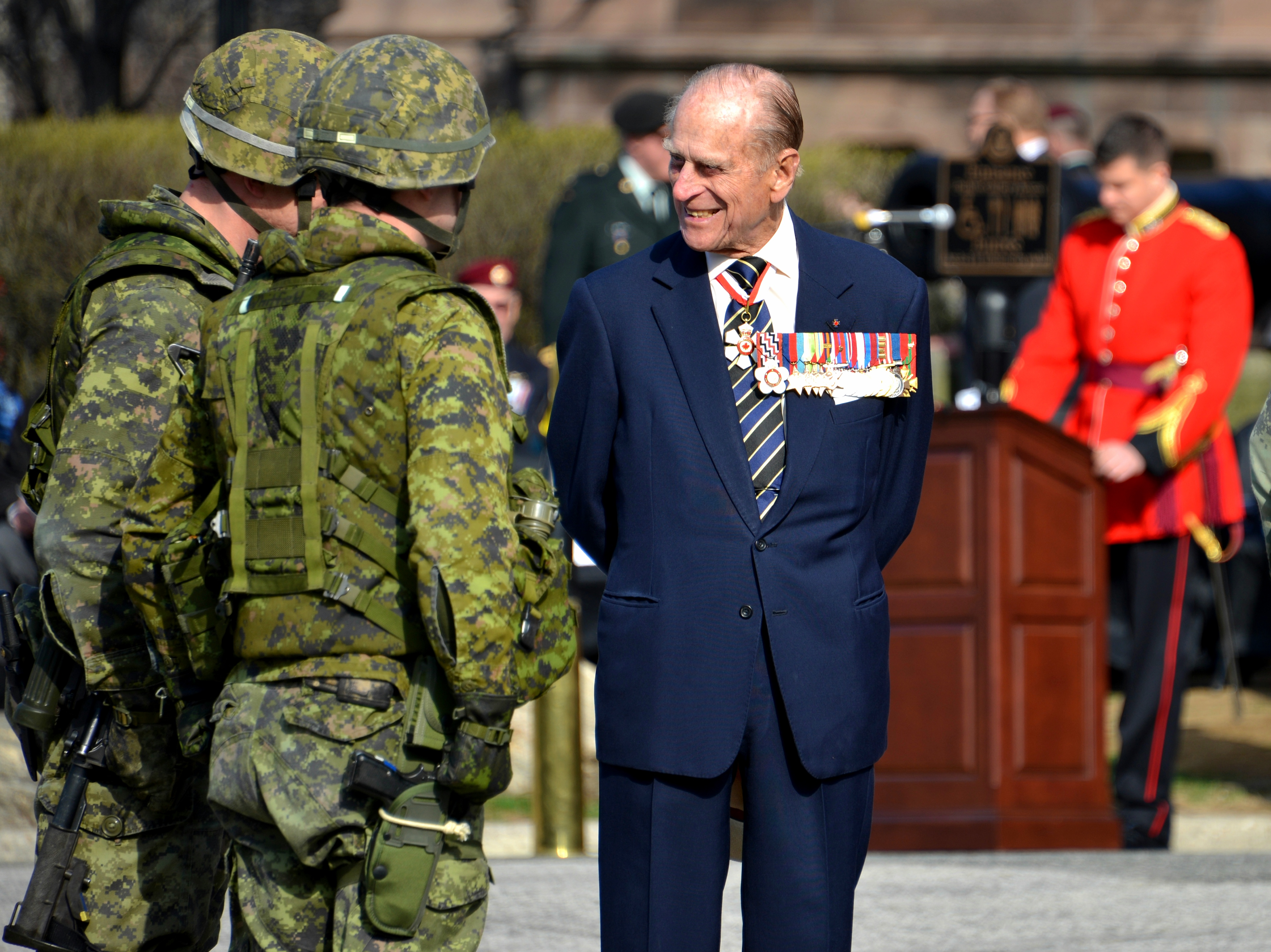
Fülöp Edinburgh-i herceg mint a Királyi Kanadai Ezred (Royal Canadian Regiment) tiszteletbeli parancsnoka, az alakulat katonáinak társaságában. A képen a Kanada-rend legmagasabb fokozatát (Companion) viseli.

## Típusai
| Szalagsáv | Szalagsáv | Szalagsáv |
| Companion | Officer   | Member    |
| --------- | --------- | --------- |
|           |           |           |